# Докузпаринский район
Докузпари́нский райо́н (лезг. Докъузпара район) — административно-территориальная единица и муниципальное образование (муниципальный район) в составе Республики Дагестан Российской Федерации.
Административный центр — село Усухчай.

## География
Докузпаринский район расположен на самом юге Дагестана. Граничит на западе с Ахтынским, на севере — с Магарамкентским районами республики. Помимо этого, район имеет отдалённый равнинный полуанклав села Авадан на территории Дербентского района. Помимо этого, район граничит на востоке с Гусарским, на юге — с Габалинскими районами Азербайджана.
Является самым южным районом Российской Федерации.
Общая площадь территории составляет — 382,56 км².

## История
1 сентября 1934 года Президиум ВЦИК постановил «Образовать Докузпаринский национальный (лезгинский) район с центром в селении Кара-Кюра, в составе Гапцахского, Гоганского, Каладжухского, Кара-Кюранского, Курушского, Маканского, Микрахского, Мискинджинского, Фильского и Чах-Чахского сельсоветов Ахтынского района».
Из Каракюре 26 апреля 1935 года районный центр был перенесен в село Усухчай. Постановлением ПВС ДАССР от 14.09.1960 года район был упразднён, а его территория передана в состав Ахтынского и Магарамкентского районов. Указом ПВС Республики Дагестан от 24.06.1993 года район был восстановлен.
В современный Докузпаринский район, в отличие от района 1934 года, входит также село Авадан, образовавшееся в конце 1960-х — начале 1970-х годов, в связи с переселением людей из горных лезгинских сёл: Мискинджа, Миджах, Хал, рутульских — Рутул, Ихрек из Рутульского района, агульского села Кураг Агульского района. Само селение Авадан является эксклавом Докузпаринского района на территории Дербентского района.
В мае 2013 года Россией были отданы Азербайджану три дагестанских участка Докузпаринского района: урочище «Елаха», принадлежащее селу Кара-Кюре площадью 1500 га, пастбище «Кеджел», принадлежащее селу Каладжух площадью 900 га, и участок сенокосных угодий села Кара-Кюре «Район трёх ручьёв» — 110 гектаров.

## Население
| 1939    | 1959    | 2002    | 2009    | 2010    | 2011    | 2012    | 2013    | 2014    | 2015    |
| ------- | ------- | ------- | ------- | ------- | ------- | ------- | ------- | ------- | ------- |
| 12 900  | ↘9756   | ↗14 330 | ↗14 873 | ↗15 357 | ↗15 380 | ↗15 410 | ↗15 460 | ↘15 433 | ↗15 512 |
| 2016    | 2017    | 2018    | 2019    | 2020    | 2021    | 2023    | 2024    | 2025    |         |
| ↘15 345 | ↘15 214 | ↘15 097 | ↘14 910 | ↘14 852 | ↗15 060 | ↗15 166 | ↗15 241 | ↗15 280 |         |

### Национальный состав
Докузпаринский район является моноэтничным. Все населенные пункты района исторически основаны и населены лезгинами. Численность иных национальностей составляет чуть более 6 %.
Селение Авадан расположенное в качестве эксклава на территории Дербентского района населяют помимо лезгин, также рутульцы, агулы.
По данным Всероссийской переписи населения 2010 года:
| Народ         | Численность, чел. | Доля от всего населения, % |
| ------------- | ----------------- | -------------------------- |
| лезгины       | 14 367            | 93,96 %                    |
| рутульцы      | 461               | 3,01 %                     |
| агулы         | 351               | 2,29 %                     |
| табасараны    | 50                | 0,33 %                     |
| азербайджанцы | 23                | 0,15 %                     |
| русские       | 21                | 0,14 %                     |
| другие        | 19                | 0,12 %                     |
| не указали    | 66                | 0,43 %                     |
| всего         | 15 357            | 100,00 %                   |

По данным Всероссийской переписи населения 2021 года::
| Народ    | Численность, чел. | Доля от всего населения, % |
| -------- | ----------------- | -------------------------- |
| лезгины  | 14 230 ▼          | 94.63 % ▲                  |
| рутульцы | 345 ▼             | 2.29 % ▼                   |
| агулы    | 257 ▼             | 1.71 % ▼                   |
| другие   | 206 ▲             | 1,37 % ▲                   |
| всего    | 15 038            | 100,00 %                   |

## Территориальное устройство
Докузпаринский район в рамках административно-территориального устройства включает сельсоветы и сёла.
В рамках организации местного самоуправления в одноимённый муниципальный район входят 9 муниципальных образований со статусом сельского поселения, которые соответствуют сельсоветам и сёлам.
| № | Сельское поселение   | Административный центр | Количество населённых пунктов | Население (чел.) | Площадь (км²) |
| - | -------------------- | ---------------------- | ----------------------------- | ---------------- | ------------- |
| 1 | село Авадан          | село Авадан            | 1                             | ↘2858            |               |
| 2 | село Каладжух        | село Каладжух          | 1                             | ↘1635            | 15,52         |
| 3 | село Каракюре        | село Каракюре          | 1                             | ↘1088            | 37,00         |
| 4 | сельсовет Килерский  | село Килер             | 7                             | ↗1165            | 16,50         |
| 5 | село Куруш           | село Куруш             | 1                             | ↘762             | 151,85        |
| 6 | сельсовет Микрахский | село Микрах            | 2                             | ↘1231            | 52,00         |
| 7 | село Мискинджа       | село Мискинджа         | 1                             | ↗3468            | 51,38         |
| 8 | село Новое Каракюре  | село Новое Каракюре    | 1                             | ↗988             | 16,33         |
| 9 | село Усухчай         | село Усухчай           | 1                             | ↗1858            | 3,79          |

## Населённые пункты
В районе 16 сельских населённых пунктов:
| №  | Населённый пункт | Тип  | Население | Сельское поселение   |
| -- | ---------------- | ---- | --------- | -------------------- |
| 1  | Авадан           | село | ↘2865     | село Авадан          |
| 2  | Гандурар         | село | ↗74       | сельсовет Килерский  |
| 3  | Демирар          | село | ↗130      | сельсовет Килерский  |
| 4  | Кавалар          | село | ↘125      | сельсовет Килерский  |
| 5  | Каладжух         | село | ↘1624     | село Каладжух        |
| 6  | Каракюре         | село | ↘1081     | село Каракюре        |
| 7  | Керимханар       | село | ↘90       | сельсовет Килерский  |
| 8  | Килер            | село | ↗503      | сельсовет Килерский  |
| 9  | Куруш            | село | ↗839      | село Куруш           |
| 10 | Микрах           | село | ↘1034     | сельсовет Микрахский |
| 11 | Мискинджа        | село | ↘3472     | село Мискинджа       |
| 12 | Новое Каракюре   | село | ↗1065     | село Новое Каракюре  |
| 13 | Текипиркент      | село | ↘243      | сельсовет Микрахский |
| 14 | Усухчай          | село | ↗1938     | село Усухчай         |
| 15 | Чувалар          | село | ↗107      | сельсовет Килерский  |
| 16 | Эсетар           | село | ↗97       | сельсовет Килерский  |

Кутаны
Село Авадан является отдалённым анклавом Докузпаринского района на территории равнинного Дербентского района.

### Упразднённые населённые пункты
Разрушенные населённые пункты: Душтицур, Каракюре-Казмаляр.

## Экономика
На территории районов действует 2 колхоза, промышленных и перерабатывающих объектов не имеется. Общая протяженность автомобильных дорог внутри района составляет 65 км, в том числе 22 км асфальтированных.

## Известные уроженцы
Родившиеся в Докузпаринском районе:

## Комментарии
Комментарии
1. ↑  авар. Дохъузпара мухъ, агул. Докъузпара район, азерб. Doquzpara rayonu, дарг. Докъузпарала къатI, кум. Докъузпара якъ, лак. Докъузпарал кIану, лезг. Докъузпара район, ног. Докузпара район, рут. Докъузпара район, таб. Докъузпара район, татск. Докъузпара район, цахур. Докъузпара район, чечен. Докузпарин кIошт.
2. ↑  Согласно конституции Дагестана, государственными языками на территории республики являются — русский, аварский, агульский, азербайджанский, даргинский, кумыкский, лакский, лезгинский, ногайский, рутульский, табасаранский, татский, цахурский и чеченский языки.